# Hoplodoridinae
Hoplodoridinae è una sottofamiglia di molluschi nudibranchi.

## Generi
- Hoplodoris
- Xenodoris